# Лесные пожары в Чили (2024)
В феврале 2024 года в Чили вспыхнула серия смертоносных лесных пожаров, затронувших несколько регионов, включая Вальпараисо, О’Хиггинс, Мауле, Биобио и Лос-Лагос. По состоянию на 5 февраля 2024 года, наибольшее число людей погибло от пожаров в регионе Вальпараисо. Правительство Чили назвало пожары худшим бедствием в стране со времен землетрясения в Чили в 2010 году и объявило двухдневный национальный траур.

## Обзор
Заместитель министра внутренних дел Мануэль Монсальве сообщил 4 февраля, что в центральной и южной частях Чили произошло 162 лесных пожара. На прошлой неделе в регионе наблюдались необычно высокие температуры, достигавшие 40 °C, усугубленные феноменом Эль-Ниньо и «мега-засухой», которая затронула страну за последнее десятилетие. Пострадало более 43 000 гектаров земли. По состоянию на 4 февраля властям удалось взять под контроль 43 пожара, в то время как с 34 все еще ведутся работы.
Президент Габриэль Борич предположил, что некоторые пожары могли быть вызваны намеренно, и эту точку зрения поддержал губернатор региона Вальпараисо Родриго Мундака.

## Предшествующие пожары
В январе 2024 года два лесных пожара побудили Национальную службу по предотвращению стихийных бедствий и реагированию на них (SENAPRED) объявить красную тревогу. Один произошел 20 января в Лонкимае, регион Араукания, а другой 26 января в Пуэрто-Монте, регион Лос-Лагос.
22 января на границе Портесуэло и Трегуако вспыхнул пожар под названием «Antiquereo 2» в регионе Нубл. К 24 января они были локализованы после того, как поглотили 35 гектаров. В ответ SENAPRED объявила желтое предупреждение в Портесуэло, что стало первым предупреждением года в регионе.

## По регионам

### Вальпарасио
Тысячи людей в регионе Вальпараисо, где произошли самые смертоносные лесные пожары, были вынуждены эвакуироваться властями.
В 3:25 2 февраля в провинции Вальпараисо была объявлена красная тревога из-за пожара площадью в один гектар, который затронул дорогу Лас Докас к югу от Вальпараисо. Час спустя было объявлено, что пожар затронул пять гектаров земли.
В 15:10 поступило сообщение о еще одном возгорании в национальном заповеднике Лаго Пеньуэлас, охватившем 30 гектаров. Пожар был описан как «стремительный и высокой интенсивности» и вызвал прекращение движения автотранспорта на маршрутах 68 и F-718.
В 15:54 поступило сообщение о другом пожаре в Ло Москосо, затронувшем восемь гектаров в коммунах Кильпуэе и Вилья-Алемана. В то же время власти перевели провинцию Марга-Марга в режим повышенной готовности.
В 17:15 SENAPRED сообщил, что пожар в Ло-Москосо распространился на 80 гектаров, и отдал приказ об эвакуации секторов Кебрада-Эскобарес и Фундо-Эль-Ринкон в Вилья-Алемана. К тому времени пожар в заповеднике Лаго-Пеньуэлас затронул 480 гектаров.
К 21:00 в провинциях Лос-Андес, Петорка, Квиллота, Сан-Антонио и Сан-Фелипе-де-Аконкагуа также была объявлена красная тревога. К 22:00 пожарами было охвачено более 6200 гектаров земли.

### Регион О’Хиггинс
31 января власти объявили Желтую тревогу в ответ на активные пожары, включая пожар «Майтен» в коммуне Навидад, который угрожал домам и критически важным объектам инфраструктуры, и пожар «Ла Агуада» в коммуне Ла Эстрелья. В 18:00 был отдан приказ об эвакуации в Ла Патагуилье, Ла Агуаде, Эль-Майтене и Сан-Рафаэле. 2 февраля Senapred призвал к срочной эвакуации из Сан-Мигель-де-Вилуко и Пихуэло.
Ко 2 февраля ситуация значительно обострилась, что вынудило Senapred объявить Красную тревогу для всего региона, что указывает на большую серьезность пожаров и необходимость мобилизации всех имеющихся ресурсов для их тушения. Из-за серьезности лесного пожара в Ла-Эстрелье Сенапред приказал эвакуировать сектор Ла-Пунтилья. В 14:00 приказы об эвакуации были распространены на другие районы коммуны. В 18:00 был отдан приказ об эвакуации коммуны Пуманке. В 19:00 вечера было приказано эвакуировать другие сектора Ла-Эстрельи. К 18:00 поступило сообщение, что пожарами было уничтожено 3455 гектаров.

### Регион Мауле
1 февраля власти объявили Желтое предупреждение для коммун Пенкахью и Курепто. Эта мера была принята в ответ на пожар «Хиджуэла 3 Лас-Пальмас», который в то время затронул 650 гектаров и представлял непосредственную угрозу критически важной инфраструктуре, такой как телекоммуникационные антенны.
Ситуация быстро обострилась, что привело к обновлению предупреждения 2 февраля, что вынудило Senapred объявить красную тревогу для Куперто и Пенкахью. Это решение было продиктовано расширением площади пожара «Хиджуэла 3 Лас-Пальмас» до 850 гектаров и его экстремальным поведением, которое включало выброс искр и близость к населенным пунктам, что представляло значительный риск для местных сообществ.[35] В тот же день в ответ на лесной пожар «Санта-Лаура» в коммуне Курико, о котором сообщили в 17: 54 вечера и который первоначально охватил пять гектаров, Senapred объявил в коммуне Желтую тревогу. В 17:00 вечера секторам Курико было приказано эвакуироваться. В 19:19, в ответ на распространение пожара до 20 гектаров, Желтое предупреждение было повышено до Красного. Это привело к мобилизации всех имеющихся ресурсов для борьбы с ними, включая дополнительное развертывание бригад Conaf, авиации и участие карабинеров Чили для оказания помощи в эвакуации из пострадавших районов. В 10: 39 пожар в «Санта-Лауре» был объявлен «контролируемым» после того, как затронул 30 гектаров, и побудил Senapred и Conaf понизить Красную тревогу до желтой, что указывает на то, что, хотя непосредственная угроза была преодолена, ресурсы будут оставаться в состоянии боевой готовности, чтобы реагировать на любое изменение условий.
В 10:50 вечера в коммуне Хуаланье была объявлена красная тревога, охватившая 120 гектаров.
Мобилизация ресурсов в ответ на «Красную тревогу» была значительной, включая участие пожарных из нескольких коммун (Талька, Уакен, Пенкахью, Мауле, Сан-Хавьер и Сан-Рафаэль), нескольких бригад Conaf и частных компаний, таких как Celulosa Arauco, CMPC и Vista Hermosa, а также использование самолетов и вертолетов Conaf и Celulosa Arauco, среди других земельных и технических ресурсов.

### Регион Биобио
2 февраля в 2:19 в коммуне Мульчен была объявлена Красная тревога из-за лесного пожара «Мининко VIII». Этот пожар, с которым ведется борьба и который затронул около 150 гектаров, характеризуется близостью к населенным пунктам, экстремальным поведением при пожаре, включая летящие искры и неустойчивый ветер. До этого времени на месте работает бригада Conaf. 3 января в 20:48 тревога была отменена после того, как было объявлено, что пожар взят под контроль.

### Регион Аруканио
3 февраля власти объявили Красную тревогу в коммуне Гальварино в ответ на лесные пожары «Колония Суиза» и «Нильпе 4». Пожар «Колония Суиза» затронул 15 гектаров, в то время как пожар «Нильпе 4» затронул пять гектаров.

### Регион Лос-Лагос
26 января в регионе Лос-Лагос начался лесной пожар, что вынудило власти объявить Желтое предупреждение после обнаружения пожара «Камино Сан-Антонио» в Пуэрто-Монте, первоначально затронувшего шесть гектаров. Ситуация быстро ухудшилась, что привело к объявлению Красной тревоги в тот же день, в 8:36 вечера, в ответ на разрастание площади пожара до 63 гектаров и его сохраняющуюся близость к населенным пунктам. Эта декларация мобилизовала расширенный набор ресурсов, включая бригады Conaf, пожарных из различных мест, вертолеты и специализированную технику, для эффективной борьбы с огнем и защиты сообществ, находящихся в опасности.
В последующие дни сохранялась Красная тревога, отражающая сохраняющуюся серьезность пожара, который охватил 546 гектаров, а затем увеличился до 804 гектаров. В течение этого периода были проведены профилактические эвакуации: утром 28 января из 19 домов в пострадавших секторах были эвакуированы 74 человека, которые вернулись в свои дома во второй половине того же дня. Кроме того, были установлены временные убежища и проведены технические совещания для координации действий по ликвидации пожара.
Операции включали активное участие пожарных, бригад Conaf, технических специалистов, вертолетов, управляемых как Conaf, так и Senapred, а также использование дорожной техники и частных ресурсов. Совместные усилия различных организаций позволили бороться с пожаром с помощью сочетания наземных и воздушных стратегий, включая использование самолета Hercules C-130 для тушения. Кроме того, было уделено внимание безопасности членов бригады и благополучию пострадавших от пожара, с осуществлением мер по эвакуации и предоставлению временного жилья для лиц, перемещенных из своих домов.

## Жертвы и ущерб
В результате пожаров погиб в общей сложности 131 человек, из которых на данный момент опознаны 35. Судебно-медицинская служба Чили заявила, что многие тела были обнаружены в плохом состоянии и их трудно идентифицировать, что побудило их взять образцы ДНК у людей, чьи родственники пропали без вести. По меньшей мере 45 погибших были обнаружены на месте происшествия, в то время как еще шестеро скончались от ожоговых травм в медицинских учреждениях. По меньшей мере 14 000 домов пострадали от пожаров в Винья-дель-Мар и Кильпуэе. Более 370 человек пропали без вести только в районе Винья-дель-Мар, в то время как 1600 человек были вынуждены покинуть свои дома в результате пожаров. Пожары считались самыми смертоносными в истории Чили и самой смертоносной катастрофой в стране со времен землетрясения в Чили в 2010 году.
В Вальпараисо были эвакуированы четыре больницы и три дома престарелых, а два автобусных терминала были разрушены.[4] В Винья-дель-Мар городской ботанический сад, основанный в 1931 году, был уничтожен пожарами.
Президент Габриэль Борич заявил, что число погибших, вероятно, возрастет.

## Реакция
Пожары привели к развертыванию 31 пожарного самолета и 1400 пожарных вместе с 1300 военнослужащими для оказания помощи в ликвидации чрезвычайных ситуаций. Президент Габриэль Борич приказал развернуть дополнительные воинские подразделения для помощи в борьбе с пожарами и призвал граждан сотрудничать с аварийными бригадами. Кроме того, в Винья-дель-Маре, Лимаче, Кильпуэе и Вилья-Алемана был введен комендантский час, который начнется в 09:00 3 февраля, чтобы облегчить передвижение автомобилей скорой помощи. Власти ввели запрет на обращение с огнем и другими машинами, производящими тепло, в провинциях Вальпараисо и Марга-Марга.
3 февраля было объявлено чрезвычайное положение, в то время как Борич объявил двухдневный национальный траур. 3 февраля Борич совершил облет пострадавших районов, прежде чем посетить школу, которая была переоборудована в убежище для тех, кто был перемещен в результате пожаров. Он также распорядился переоборудовать официальную летнюю резиденцию президента, Дворец Серро Кастильо, в Винья-дель-Мар, во временный центр досуга для пострадавших детей и передать в дар мебель, которая использовалась на Панамериканских играх 2023 года, а также оплатить счета за воду 9 200 семьям.
Министерство здравоохранения объявило санитарное предупреждение в регионе Вальпараисо и приказало приостановить плановые операции. Он также санкционировал создание полевых госпиталей и объявил о приеме на работу студентов-медиков, приближающихся к концу учебы, для усиления медицинского персонала.

## Международная реакция
Фестиваль Винья-дель-Мар отменил торжественное открытие в знак траура по жертвам. Некоторые участники, такие как Алехандро Санс, Пабло Альборан и Мана, отправили сообщения солидарности и объявили о пожертвованиях.
Правительство Мексики направило команду из 30 пожарных из Национальной комиссии лесного хозяйства и 127 сотрудников армии и ВВС вместе с 26 тоннами продовольствия. Президент США Джо Байден заявил, что Вашингтон «находится в контакте с нашими чилийскими партнерами» и «готов оказать необходимую помощь чилийскому народу». Папа Франциск призвал помолиться за «погибших и раненых в результате разрушительных пожаров в Чили». Организация Объединенных Наций выразила соболезнования и объявила о помощи.